# Wild Is Love
Wild Is Love è un album in studio del musicista statunitense Nat King Cole, pubblicato nel 1960.

## Tracce
1. Introduction – 0:44
2. Wild Is Love – 2:03
3. Hundreds and Thousands of Girls – 2:38
4. It's a Beautiful Evening – 3:15
5. Tell Her in the Morning – 3:01
6. Are You Disenchanted? – 3:26
7. Pick-Up – 2:42
8. Beggar for the Blues – 3:31
9. World of No Return – 2:50
10. In Love Again – 2:48
11. Stay with It – 2:17
12. Wouldn't You Know (Her Name Is Mary) – 2:28
13. He Who Hesitates – 3:21
14. Wild Is Love (Finale) – 0:46